# William James
William James (New York, 11. siječnja 1842. – Chocorua, 26. kolovoza 1910.), američki filozof i psiholog.

## Životopis
Rođen je kao najstarije od petero djece. Njegov brat Henry postao je jedan od svjetskih romanopisaca.
S 18 godina, studirao je godinu dana umjetnost, zatim kemiju, da bi dvije godine poslije prešao na medicinu i diplomirao 1869. godine.
Godine 1885.  postao je profesor filozofije. 
Predavao je fiziologiju, anatomiju, filozofiju i psihologiju na Harvardu. Osnivač je pragmatizma, po kojem je osnovni kriterij spoznaje njezina praktična vrijednost. Psihički život promatrao je kao neprekidan tijek misli. Iznio je vlastite poglede o pamćenju i čuvstvima. Osnivač je prvog američkog psihologijskog laboratorija i jedan od utemeljitelja američke znanstvene psihologije. Njegova Načela psihologije smatraju se još uvijek najboljim udžbenikom, a osim te knjige najpoznatiji je po svojoj teoriji emocija.

## Glavna djela
- Essays in Radical Empiricism
- The Meaning of Truth
- A Pluralistic Universe
- Pragmatism: A New Name for Some Old Ways of Thinking
- The Principles of Psychology
- Some Problems of Philosophy: A Beginning of an Introduction in Philosophy
- The Varieties of Religious Experience
- The Will to Believe